# Чемпіонат УРСР із шахів 1972
41-й чемпіонат України (УРСР) з шахів, що проходив в Одесі з 6 по 28 травня 1972 року.

## Загальна інформація про турнір
Фінальний турнір чемпіонату України 1972 року проходив за коловою системою за участі 18 шахістів. Найстаршим серед учасників був Юрій Коц (Донецьк) — 39 років, наймолодшими — львів'янин Олександр Бєлявський та киянин Володимир Пересипкін (обом по 19 років).
На старті турнірну таблицю очолив П.Штернберг (Чернівці), який у перших двох турах здобув дві перемоги.
Після п'яти турів тільки п'ять учасників не відчули гіркоти поразки. Це — одесити Лев Альбурт та Костянтин Лернер, львів'яни Борис Коган та Олег Романишин, і херсонський шахіст Валерій Тельман. Щоправда в останнього було 4 відкладені партії. Після 5-ти турів попереду були Альбурт і Зільберман — по 3½ очка. Коган мав 3 очки та одну відкладену партію.
За підсумками дев'яти турів лідирували Борис Коган, який мав 5½ очка з 7, та дві відкладені парті, а також Лев Альбурт, ті ж 5½ очка, але з восьми, та одна відкладена партія.
Після тринадцяти турів турніру таблицю очолили Зільберман і Бейм, які здобули по 8 очок з 12 можливих. Кожен з лідерів мав ще по одній відкладеній партії проти Олега Романишина, але при дограванні вони поступилися молодому львівському шахісту.
Після 16 туру становище лідерів було наступним: Валерій Жидков та Натан Зільберман по 10 очок з 16 можливих, Валерій Бейм — 9½ очка з 14, в Альбурта — 7½ з 12 і чотири відкладені партії. Після час догравання відкладених партій Лев Альбурт здобув 3½ очка з 4 можливих і очолив турнірну таблицю, маючи у своєму активі 11 очок. В останньому турі він зіграв унічию з Пересипкіним. 
Таким чином набравши 11½ очок (+7-1=9) чемпіоном України вперше став майстер спорту з Одеси Лев Альбурт.
Відставши на очко 2—4 місця розділили Натан Зільберман (2 місце за додатковим показником), Валерій Жидков (3 місце) та Валерій Бейм (4 місце). Б.Коган та В.Пересипкін, набравши по 10 очок, посіли п'яте і шосте місця відповідно, та разом з призерами турніру здобули право участі в півфінальному етапі чемпіонату СРСР. Крім цього В.Бейм виконав норму майстра спорту.
Молоді представники Львівської шахової школи Олег Романишин та Олександр Бєлявський, які вперше взяли участь у фінальній частині чемпіонату України, посіли відповідно 7 та 12 місця.
Торішній переможець чемпіонату Юрій Коц, з результатом 6 очок (+2-7=8), посів лише 16 місце.
Зі 153 зіграних на турнірі партій — 93 закінчилися перемогою однієї зі сторін (60,8 %), внічию завершилися 60 партій.

## Турнірна таблиця
| №  | Учасник              | Місто       | 1 | 2 | 3 | 4 | 5 | 6 | 7 | 8 | 9 | 10 | 11 | 12 | 13 | 14 | 15 | 16 | 17 | 18 |  | + | −  | =  | Очки | Місце  |
| -- | -------------------- | ----------- | - | - | - | - | - | - | - | - | - | -- | -- | -- | -- | -- | -- | -- | -- | -- |  | - | -- | -- | ---- | ------ |
| 1  | Лев Альбурт          | Одеса       |   | 1 | ½ | ½ | 1 | ½ | ½ | ½ | 1 | ½  | 0  | ½  | 1  | ½  | ½  | 1  | 1  | 1  |  | 7 | 1  | 9  | 11½  | Gold   |
| 2  | Натан Зільберман     | Одеса       | 0 |   | ½ | 1 | 1 | 1 | 0 | 1 | 0 | 1  | ½  | ½  | 0  | 1  | ½  | ½  | 1  | 1  |  | 8 | 4  | 5  | 10½  | Silver |
| 3  | Валерій Жидков       | Київ        | ½ | ½ |   | ½ | ½ | ½ | 1 | ½ | 1 | 0  | 1  | 0  | ½  | 0  | 1  | 1  | 1  | 1  |  | 7 | 3  | 7  | 10½  | Bronze |
| 4  | Валерій Бейм         | Одеса       | ½ | 0 | ½ |   | ½ | ½ | 0 | ½ | 1 | ½  | ½  | ½  | 1  | 1  | ½  | 1  | 1  | 1  |  | 6 | 2  | 9  | 10½  | 4      |
| 5  | Борис Коган          | Львів       | 0 | 0 | ½ | ½ |   | ½ | 1 | ½ | ½ | 1  | ½  | 1  | ½  | 1  | 1  | 0  | ½  | 1  |  | 6 | 3  | 8  | 10   | 5—6    |
| 6  | Володимир Пересипкін | Київ        | ½ | 0 | ½ | ½ | ½ |   | 1 | 0 | 1 | 1  | ½  | 1  | ½  | 1  | 0  | ½  | 1  | ½  |  | 6 | 3  | 8  | 10   | 5—6    |
| 7  | Олег Романишин       | Львів       | ½ | 1 | 0 | 1 | 0 | 0 |   | 1 | ½ | 0  | ½  | 1  | ½  | ½  | 1  | 1  | 0  | 1  |  | 7 | 5  | 5  | 9½   | 7      |
| 8  | Олег Донченко        | Херсон      | ½ | 0 | ½ | ½ | ½ | 1 | 0 |   | 0 | 0  | ½  | 1  | ½  | 1  | 1  | ½  | 1  | ½  |  | 5 | 4  | 8  | 9    | 8—9    |
| 9  | Семен Палатник       | Одеса       | 0 | 1 | 0 | 0 | ½ | 0 | ½ | 1 |   | 1  | 1  | 0  | 1  | 0  | 1  | 1  | 1  | 0  |  | 8 | 7  | 2  | 9    | 8—9    |
| 10 | Володимир Грохотов   | Кременчук   | ½ | 0 | 1 | ½ | 0 | 0 | 1 | 1 | 0 |    | 0  | ½  | 0  | 1  | 1  | ½  | ½  | 1  |  | 6 | 6  | 5  | 8½   | 10—11  |
| 11 | Костянтин Лернер     | Одеса       | 1 | ½ | 0 | ½ | ½ | ½ | ½ | ½ | 0 | 1  |    | 1  | ½  | 1  | 0  | 0  | ½  | ½  |  | 4 | 4  | 9  | 8½   | 10—11  |
| 12 | Олександр Бєлявський | Львів       | ½ | ½ | 1 | ½ | 0 | 0 | 0 | 0 | 1 | ½  | 0  |    | ½  | 0  | 1  | 1  | ½  | 1  |  | 5 | 6  | 6  | 8    | 12—14  |
| 13 | Володимир Бутурин    | Львів       | 0 | 1 | ½ | 0 | ½ | ½ | ½ | ½ | 0 | 1  | ½  | ½  |    | 0  | ½  | ½  | 1  | ½  |  | 3 | 4  | 10 | 8    | 12—14  |
| 14 | Павло Штернберг      | Чернівці    | ½ | 0 | 1 | 0 | 0 | 0 | ½ | 0 | 1 | 0  | 0  | 1  | 1  |    | ½  | 1  | ½  | 1  |  | 6 | 7  | 4  | 8    | 12—14  |
| 15 | Олександр Бангієв    | Севастополь | ½ | ½ | 0 | ½ | 0 | 1 | 0 | 0 | 0 | 0  | 1  | 0  | ½  | ½  |    | ½  | 1  | 1  |  | 4 | 7  | 6  | 7    | 15     |
| 16 | Юрій Коц             | Донецьк     | 0 | ½ | 0 | 0 | 1 | ½ | 0 | ½ | 0 | ½  | 1  | 0  | ½  | 0  | ½  |    | ½  | ½  |  | 2 | 7  | 8  | 6    | 16     |
| 17 | Валерій Тельман      | Херсон      | 0 | 0 | 0 | 0 | ½ | 0 | 1 | 0 | 0 | ½  | ½  | ½  | 0  | ½  | 0  | ½  |    | 1  |  | 2 | 9  | 6  | 5    | 17     |
| 18 | Олександр Вінер      | Київ        | 0 | 0 | 0 | 0 | 0 | ½ | 0 | ½ | 1 | 0  | ½  | 0  | ½  | 0  | 0  | ½  | 0  |    |  | 1 | 11 | 5  | 3½   | 18     |